# Willie Llewellyn

a Compétitions nationales et continentales officielles uniquement.

b Matchs officiels uniquement.
Willie Morris Llewellyn, né le 1er janvier 1878 à Tonypandy au pays de Galles et mort le 22 mars 1973 à Pontyclun, est un joueur de rugby gallois, évoluant au poste d'ailier pour le pays de Galles.

## Biographie
Willie Llewellyn dispute son premier test match le 7 janvier 1899 contre l'Angleterre, et contre les All Blacks le 16 décembre 1905. Il joue au total vingt matches et inscrit quatre essais lors de sa première sélection. Il dispute également quatre test matches avec les Lions britanniques en 1904 en Australie et en Nouvelle-Zélande. Il inscrit quatre essais lors des trois tests contre les Australiens, ce qui est le record pour un Lion. Il joue en club successivement avec Ystrad Rhondda, Llwynypia, les London Welsh, le Newport RFC, le Cardiff RFC et Penygraig.

## Palmarès
- Trois victoires dans le Tournoi britannique de rugby à XV 1900, 1902 et 1905.
- Trois Triples Couronnes en 1900, 1902 et 1905.

## Statistiques

### En équipe nationale
- Vingt sélections pour le pays de Galles entre 1899 et 1905.
- Seize essais en sélection nationale.
- Sélections par année : 3 en 1899, 3 en 1900, 3 en 1901, 3 en 1902, 1 en 1903, 3 en 1904, 4 en 1905
- Participation à sept tournois britanniques en 1899, 1900, 1901, 1902, 1903, 1904 et 1905.

### Avec les Lions britanniques
- Quatre sélections avec les Lions en 1904 en tournée en Australie et en Nouvelle-Zélande.
- Quatre essais avec les Lions.